# King's College (Hong Kong)
El King's College, conocido comúnmente como King's, es una escuela secundaria para chicos en Hong Kong.
- Datos: Q838926
- Multimedia: King's College, Hong Kong / Q838926